# BAFTA al millor guió adaptat
El BAFTA al millor guió adaptat és un dels premis BAFTA atorgats per la British Academy of Film and Television Arts (BAFTA) en una cerimònia anual des de 1984, en reconeixement del millor guió cinematogràfic adaptat a partir d'una obra original. La categoria anterior, el BAFTA al millor guió, es va dividir en aquesta categoria i en la de BAFTA al millor guió original.

## Guanyadors i nominats
Els anys indicats són aquells en què es va celebrar la cerimònia, que té lloc l'any següent de l'estrena de les pel·lícules en qüestió.

### Dècada del 1980
| Any  | Pel·lícula                                                             | Nominat(s)                               |
| ---- | ---------------------------------------------------------------------- | ---------------------------------------- |
| 1984 | Heat and Dust                                                          | Ruth Prawer Jhabvala                     |
| 1984 | Betrayal                                                               | Harold Pinter                            |
| 1984 | Educant la Rita (Educating Rita)                                       | Willy Russell                            |
| 1984 | Tootsie                                                                | Larry Gelbart i Murray Schisgal          |
| 1985 | Els crits del silenci (The Killing Fields)                             | Bruce Robinson                           |
| 1985 | Another Country                                                        | Julian Mitchell                          |
| 1985 | L'ajudant de camerino (The Dresser)                                    | Ronald Harwood                           |
| 1985 | París, Texas (Paris, Texas)                                            | Sam Shepard                              |
| 1986 | L'honor dels Prizzi (Prizzi's Honor)                                   | Richard Condon i Janet Roach             |
| 1986 | Amadeus                                                                | Peter Shaffer                            |
| 1986 | Passatge a l'Índia (A Passage to India)                                | David Lean                               |
| 1986 | The Shooting Party                                                     | Julian Bond                              |
| 1987 | Out of Africa                                                          | Kurt Luedtke                             |
| 1987 | Fills d'un déu menor (Children of a Lesser God)                        | Hesper Anderson i Mark Medoff            |
| 1987 | El color púrpura (The Color Purple)                                    | Menno Meyjes                             |
| 1987 | Ran                                                                    | Masato Ide, Akira Kurosawa i Hideo Oguni |
| 1987 | Una habitació amb vista (A Room with a View)                           | Ruth Prawer Jhabvala                     |
| 1988 | Jean de Florette                                                       | Claude Berri i Gérard Brach              |
| 1988 | La carta final (84 Charing Cross Road)                                 | Hugh Whitemore                           |
| 1988 | Little Dorrit                                                          | Christine Edzard                         |
| 1988 | Obre't d'orelles (Prick Up Your Ears)                                  | Alan Bennett                             |
| 1989 | La insostenible lleugeresa del ser (The Unbearable Lightness of Being) | Jean-Claude Carrière i Philip Kaufman    |
| 1989 | El festí de Babette (Babettes Gaestebud)                               | Gabriel Axel                             |
| 1989 | L'imperi del Sol (Empire of the Sun)                                   | Tom Stoppard                             |
| 1989 | Qui ha enredat en Roger Rabbit? (Who Framed Roger Rabbit)              | Jeffrey Price i Peter S. Seaman          |

### Dècada del 1990
| Any  | Pel·lícula                                            | Nominat(s)                                                                           |
| ---- | ----------------------------------------------------- | ------------------------------------------------------------------------------------ |
| 1990 | Les amistats perilloses (Dangerous Liaisons)          | Christopher Hampton                                                                  |
| 1990 | El turista accidental (The Accidental Tourist)        | Frank Galati i Lawrence Kasdan                                                       |
| 1990 | My Left Foot                                          | Shane Connaughton i Jim Sheridan                                                     |
| 1990 | Shirley Valentine                                     | Willy Russell                                                                        |
| 1991 | Un dels nostres (Goodfellas)                          | Nicholas Pileggi i Martin Scorsese                                                   |
| 1991 | Born on the Fourth of July                            | Ron Kovic i Oliver Stone                                                             |
| 1991 | Tot passejant Miss Daisy (Driving Miss Daisy)         | Alfred Uhry                                                                          |
| 1991 | Postals des de Hollywood (Postcards from the Edge)    | Carrie Fisher                                                                        |
| 1991 | La guerra dels Rose (The War of the Roses)            | Michael Leeson                                                                       |
| 1992 | The Commitments                                       | Dick Clement, Roddy Doyle i Ian La Frenais                                           |
| 1992 | Cyrano de Bergerac                                    | Jean-Claude Carrière i Jean-Paul Rappeneau                                           |
| 1992 | Ballant amb llops (Dances with Wolves)                | Michael Blake                                                                        |
| 1992 | El silenci dels anyells (The Silence of the Lambs)    | Ted Tally                                                                            |
| 1993 | El silenci dels anyells (The Player)                  | Michael Tolkin                                                                       |
| 1993 | Retorn a Howards End (Howards End)                    | Ruth Prawer Jhabvala                                                                 |
| 1993 | JFK                                                   | Zachary Sklar i Oliver Stone                                                         |
| 1993 | L'amor és a l'aire (Strictly Ballroom)                | Baz Luhrmann i Craig Pearce                                                          |
| 1994 | La llista de Schindler (Schindler's List)             | Steven Zaillian                                                                      |
| 1994 | En el nom del pare (In the Name of the Father)        | Terry George, Jim Sheridan                                                           |
| 1994 | El que queda del dia (The Remains of the Day)         | Ruth Prawer Jhabvala                                                                 |
| 1994 | Shadowlands                                           | William Nicholson                                                                    |
| 1994 | Scent of a Woman                                      | Bo Goldman                                                                           |
| 1995 | Quiz Show                                             | Paul Attanasio                                                                       |
| 1995 | La versió Browning (The Browning Version)             | Ronald Harwood                                                                       |
| 1995 | Forrest Gump                                          | Eric Roth                                                                            |
| 1995 | The Joy Luck Club                                     | Ronald Bass i Amy Tan                                                                |
| 1995 | Tres colors: Vermell (Trois couleurs : Rouge)         | Krzysztof Kieslowski i Krzysztof Piesiewicz                                          |
| 1996 | Trainspotting                                         | John Hodge                                                                           |
| 1996 | Babe, el porquet valent (Babe)                        | George Miller i Chris Noonan                                                         |
| 1996 | Leaving Las Vegas                                     | Mike Figgis                                                                          |
| 1996 | La follia del rei George (The Madness of King George) | Alan Bennett                                                                         |
| 1996 | Il postino                                            | Anna Pavignano, Michael Radford, Furio Scarpelli, Giacomo Scarpelli i Massimo Troisi |
| 1996 | Sentit i sensibilitat (Sense and Sensibility)         | Emma Thompson                                                                        |
| 1997 | El pacient anglès (The English Patient)               | Anthony Minghella                                                                    |
| 1997 | The Crucible                                          | Arthur Miller                                                                        |
| 1997 | Evita                                                 | Alan Parker i Oliver Stone                                                           |
| 1997 | Ricard III (Richard III)                              | Richard Loncraine i Ian McKellen                                                     |
| 1998 | Romeo + Juliet                                        | Baz Luhrmann i Craig Pearce                                                          |
| 1998 | La tempesta de gel (The Ice Storm)                    | James Schamus                                                                        |
| 1998 | L.A. Confidential                                     | Curtis Hanson i Brian Helgeland                                                      |
| 1998 | Les ales del colom (The Wings of the Dove)            | Hossein Amini                                                                        |
| 1999 | Primary Colors                                        | Elaine May                                                                           |
| 1999 | Hilary i Jackie (Hilary and Jackie)                   | Frank Cottrell Boyce                                                                 |
| 1999 | Little Voice                                          | Mark Herman                                                                          |
| 1999 | La cortina de fum (Wag the Dog)                       | Hilary Henkin i David Mamet                                                          |

### Dècada del 2000
| Any  | Pel·lícula                                                                                         | Nominat(s)                                                    |
| ---- | -------------------------------------------------------------------------------------------------- | ------------------------------------------------------------- |
| 2000 | El final de l'idil·li (The End of the Affair)                                                      | Neil Jordan                                                   |
| 2000 | East Is East                                                                                       | Ayub Khan-Din                                                 |
| 2000 | An Ideal Husband                                                                                   | Oliver Parker                                                 |
| 2000 | L'enginyós senyor Ripley (The Talented Mr. Ripley)                                                 | Anthony Minghella                                             |
| 2001 | Traffic                                                                                            | Stephen Gaghan                                                |
| 2001 | Chocolat                                                                                           | Robert Nelson Jacobs                                          |
| 2001 | Tigre i drac (Crouching Tiger, Hidden Dragon)                                                      | James Schamus, Hui-Ling Wang, Kuo Jung Tsai                   |
| 2001 | High Fidelity                                                                                      | John Cusack, D.V. DeVincentis, Steve Pink i Scott Rosenberg   |
| 2001 | Joves prodigiosos (Wonder Boys)                                                                    | Steve Kloves                                                  |
| 2002 | Shrek                                                                                              | Ted Elliott, Terry Rossio, Roger S.H. Schulman i Joe Stillman |
| 2002 | Una ment meravellosa (A Beautiful Mind)                                                            | Akiva Goldsman                                                |
| 2002 | Bridget Jones's Diary                                                                              | Richard Curtis, Andrew Davies i Helen Fielding                |
| 2002 | Iris                                                                                               | Richard Eyre i Charles Wood                                   |
| 2002 | El Senyor dels Anells: La Germandat de l'Anell (The Lord of the Rings: The Fellowship of the Ring) | Philippa Boyens, Peter Jackson i Fran Walsh                   |
| 2003 | Adaptation: el lladre d'orquídies (Adaptation.)                                                    | Charlie i Donald Kaufman                                      |
| 2003 | Un nen gran (About a Boy)                                                                          | Peter Hedges, Chris Weitz i Paul Weitz                        |
| 2003 | Catch Me If You Can                                                                                | Jeff Nathanson                                                |
| 2003 | Les hores (The Hours)                                                                              | David Hare                                                    |
| 2003 | El pianista (The Pianist)                                                                          | Ronald Harwood                                                |
| 2004 | El Senyor dels Anells: El retorn del rei (The Lord of the Rings: The Return of the King)           | Philippa Boyens, Peter Jackson i Fran Walsh                   |
| 2004 | Big Fish                                                                                           | John August                                                   |
| 2004 | Cold Mountain                                                                                      | Anthony Minghella                                             |
| 2004 | Girl with a Pearl Earring                                                                          | Olivia Hetreed                                                |
| 2004 | Mystic River                                                                                       | Brian Helgeland                                               |
| 2005 | Entre copes (Sideways)                                                                             | Alexander Payne i Jim Taylor                                  |
| 2005 | Les Choristes                                                                                      | Christophe Barratier i Philippe Lopes-Curval                  |
| 2005 | Closer                                                                                             | Patrick Marber                                                |
| 2005 | Descobrir el País de Mai Més (Finding Neverland)                                                   | David Magee                                                   |
| 2005 | Diarios de motocicleta                                                                             | José Rivera                                                   |
| 2006 | Brokeback Mountain                                                                                 | Larry McMurtry i Diana Ossana                                 |
| 2006 | Capote                                                                                             | Dan Futterman                                                 |
| 2006 | The Constant Gardener                                                                              | Jeffrey Caine                                                 |
| 2006 | Una història de violència (A History of Violence)                                                  | Josh Olson                                                    |
| 2006 | Pride & Prejudice                                                                                  | Deborah Moggach                                               |
| 2007 | The Last King of Scotland                                                                          | Jeremy Brock i Peter Morgan                                   |
| 2007 | Casino Royale                                                                                      | Paul Haggis, Neal Purvis i Robert Wade                        |
| 2007 | Infiltrats (The Departed)                                                                          | William Monahan                                               |
| 2007 | El diable es vesteix de Prada (The Devil Wears Prada)                                              | Aline Brosh McKenna                                           |
| 2007 | Diari d'un escàndol (Notes on a Scandal)                                                           | Patrick Marber                                                |
| 2008 | L'escafandre i la papallona (Le Scaphandre et le Papillon)                                         | Ronald Harwood                                                |
| 2008 | Expiació (Atonement)                                                                               | Christopher Hampton                                           |
| 2008 | The Kite Runner                                                                                    | David Benioff                                                 |
| 2008 | No Country for Old Men                                                                             | Ethan i Joel Coen                                             |
| 2008 | Pous d'ambició (There Will Be Blood)                                                               | Paul Thomas Anderson                                          |
| 2009 | Slumdog Millionaire                                                                                | Simon Beaufoy                                                 |
| 2009 | El curiós cas de Benjamin Button (The Curious Case of Benjamin Button)                             | Eric Roth                                                     |
| 2009 | Frost/Nixon                                                                                        | Peter Morgan                                                  |
| 2009 | El lector (The Reader)                                                                             | David Hare                                                    |
| 2009 | Revolutionary Road                                                                                 | Justin Haythe                                                 |

### Dècada del 2010
| Any                                                           | Pel·lícula                                                    | Nominat(s)                                                      |
| ------------------------------------------------------------- | ------------------------------------------------------------- | --------------------------------------------------------------- |
| 2010                                                          | Up in the Air                                                 | Jason Reitman i Sheldon Turner                                  |
| 2010                                                          | Districte 9 (District 9)                                      | Neill Blomkamp i Terri Tatchell                                 |
| 2010                                                          | Una educació (An Education)                                   | Nick Hornby                                                     |
| 2010                                                          | In the Loop                                                   | Simon Blackwell, Jesse Armstrong, Armando Iannucci i Tony Roche |
| 2010                                                          | Precious                                                      | Geoffrey Fletcher                                               |
| 2011                                                          | La xarxa social (The Social Network)                          | Aaron Sorkin                                                    |
| 2011                                                          | 127 hores (127 Hours)                                         | Danny Boyle i Simon Beaufoy                                     |
| 2011                                                          | Els homes que no estimaven les dones (Män som hatar kvinnor)  | Rasmus Heisterberg i Nikolaj Arcel                              |
| 2011                                                          | Toy Story 3                                                   | Michael Arndt                                                   |
| 2011                                                          | True Grit                                                     | Joel Coen i Ethan Coen                                          |
| 2012                                                          | El talp (Tinker Tailor Soldier Spy)                           | Bridget O'Connor                                                |
| 2012                                                          | Els idus de març (The Ides of March)                          | George Clooney, Beau Willimon, Grant Heslov                     |
| 2012                                                          | The Descendants                                               | Alexander Payne, Nat Faxon, Jim Rash                            |
| 2012                                                          | The Help                                                      | Tate Taylor                                                     |
| 2012                                                          | Moneyball                                                     | Steven Zaillian, Aaron Sorkin                                   |
| 2013                                                          | La part positiva de les coses (Silver Linings Playbook)       | David O. Russell                                                |
| 2013                                                          | Argo                                                          | Chris Terrio                                                    |
| 2013                                                          | Bèsties del sud salvatge (Beasts of the Southern Wild)        | Lucy Alibar, Benh Zeitlin                                       |
| 2013                                                          | La vida de Pi (Life of Pi)                                    | David Magee                                                     |
| 2013                                                          | Lincoln                                                       | Tony Kushner                                                    |
| 2014                                                          |                                                               |                                                                 |
| Philomena                                                     | Steve Coogan i Jeff Pope                                      |                                                                 |
| 12 anys d'esclavitud (12 Years a Slave)                       | John Ridley                                                   |                                                                 |
| Behind the Candelabra                                         | Richard LaGravenese                                           |                                                                 |
| Capità Phillips (Captain Phillips)                            | Billy Ray                                                     |                                                                 |
| The Wolf of Wall Street                                       | Terence Winter                                                |                                                                 |
| 2015                                                          |                                                               |                                                                 |
| The Theory of Everything                                      | Anthony McCarten                                              |                                                                 |
| American Sniper                                               | Jason Hall                                                    |                                                                 |
| Gone Girl                                                     | Gillian Flynn                                                 |                                                                 |
| The Imitation Game (Desxifrant l'Enigma) (The Imitation Game) | Graham Moore                                                  |                                                                 |
| Paddington                                                    | Paul King                                                     |                                                                 |
| 2016                                                          |                                                               |                                                                 |
| The Big Short                                                 | Adam McKay i Charles Randolph                                 |                                                                 |
| Brooklyn                                                      | Nick Hornby                                                   |                                                                 |
| Carol                                                         | Phyllis Nagy                                                  |                                                                 |
| L'habitació (Room)                                            | Emma Donoghue                                                 |                                                                 |
| Steve Jobs                                                    | Aaron Sorkin                                                  |                                                                 |
| 2017                                                          |                                                               |                                                                 |
| Lion                                                          | Luke Davies                                                   |                                                                 |
| Arrival                                                       | Eric Heisserer                                                |                                                                 |
| Hacksaw Ridge                                                 | Andrew Knight i Robert Schenkkan                              |                                                                 |
| Hidden Figures                                                | Allison Schroeder i Theodore Melfi                            |                                                                 |
| Nocturnal Animals                                             | Tom Ford                                                      |                                                                 |
| 2018                                                          |                                                               |                                                                 |
| Digue'm pel teu nom (Call Me by Your Name)                    | James Ivory                                                   |                                                                 |
| The Death of Stalin                                           | Armando Iannucci, Ian Martin i David Schneider                |                                                                 |
| Film Stars Don't Die in Liverpool                             | Matt Greenhalgh                                               |                                                                 |
| Molly's Game                                                  | Aaron Sorkin                                                  |                                                                 |
| Paddington 2                                                  | Simon Farnaby i Paul King                                     |                                                                 |
| 2019                                                          |                                                               |                                                                 |
| Infiltrat en el KKKlan (BlacKkKlansman)                       | Charlie Wachtel, David Rabinowitz, Kevin Willmott i Spike Lee |                                                                 |
| Can You Ever Forgive Me?                                      | Nicole Holofcener i Jeff Whitty                               |                                                                 |
| First Man                                                     | Josh Singer                                                   |                                                                 |
| El blues de Beale Street (If Beale Street Could Talk)         | Barry Jenkins                                                 |                                                                 |
| A Star Is Born                                                | Eric Roth, Bradley Cooper i Will Fetters                      |                                                                 |

### Dècada del 2020
| Any                                                                           | Pel·lícula                                   | Nominat(s) |
| ----------------------------------------------------------------------------- | -------------------------------------------- | ---------- |
| 2020                                                                          |                                              |            |
| Jojo Rabbit                                                                   | Taika Waititi                                |            |
| The Irishman                                                                  | Steven Zaillian                              |            |
| Joker                                                                         | Todd Phillips i Scott Silver                 |            |
| Donetes (Little Women)                                                        | Greta Gerwig                                 |            |
| The Two Popes                                                                 | Anthony McCarten                             |            |
| 2021                                                                          |                                              |            |
| El pare (The Father)                                                          | Christopher Hampton i Florian Zeller         |            |
| The Dig                                                                       | Moira Buffini                                |            |
| The Mauritanian                                                               | Rory Haines, Sohrab Noshirvani i M.B. Traven |            |
| Nomadland                                                                     | Chloé Zhao                                   |            |
| The White Tiger                                                               | Ramin Bahrani                                |            |
| 2022                                                                          |                                              |            |
| CODA                                                                          | Sian Heder                                   |            |
| Drive My Car                                                                  | Ryusuke Hamaguchi i Takamasa Oe              |            |
| Dune                                                                          | Eric Roth, Jon Spaihts i Denis Villeneuve    |            |
| La filla obscura (The Lost Daughter)                                          | Maggie Gyllenhaal                            |            |
| The Power of the Dog                                                          | Jane Campion                                 |            |
| 2023                                                                          |                                              |            |
| Res de nou a l'oest (Im Westen nichts Neues / All Quiet on the Western Front) | Edward Berger, Lesley Paterson i Ian Stokell |            |
| Living                                                                        | Kazuo Ishiguro                               |            |
| An Cailín Ciúin (The Quiet Girl)                                              | Colm Bairéad                                 |            |
| She Said                                                                      | Rebecca Lenkiewicz                           |            |
| The Whale                                                                     | Samuel D. Hunter                             |            |